# Wartorn
Wartorn est un jeu vidéo de stratégie en temps réel (STR) développé par le studio australien Eyst Pty et publié sur PC par Virgin Interactive en  2000. Le jeu se déroule dans un futur de science-fiction dans lequel plutôt que de se faire la guerre, les pays du monde s'affrontent avec leurs armées dans des tournois. Le développement du jeu commence en 1997 alors qu'aucun STR en 3D n'est encore sorti. Ses développeurs ont alors pour objectif de réunir tous les élements des STR de l'époque qu'ils apprécient, tout en y apportant des améliorations, dans un STR en 3D. Sa sortie est initialement annoncée pour 1998 mais son développement prend du retard et il ne sort qu'en 2000, après d'autres STR en 3D comme Ground Control ou Warzone 2100,. Outre son moteur 3D, le jeu se distingue par ses possibilités de personnalisation des unités, mais aussi des formations pouvant être assignées à ces dernières. 

## Accueil
| Wartorn      |      |       |
| Média        | Pays | Notes |
| PC PowerPlay | AUS  | 78 %  |
| PC Zone      | UK   | 58 %  |